# Porrat de Sant Blai de Potries
El Porrat de Sant Blai de Potries és la festa gran d'aquest municipi de la comarca de la Safor de la Comunitat Valenciana, on es duen a terme diversos actes de tres tipologies: Mercat tradicional, fira i actes religiosos.
Forma part de la Ruta dels Porrats de la Mancomunitat de Municipis de la Safor (Oliva, Benirredrà, La Font d'en Carròs, Potries, Ròtova, Tavernes de la Valldigna i L'Alqueria de la Comtessa).

## Història
En territori valencià el culte a Sant Blai no era un fenomen estrany: es documenta la seua devoció a Borriana ja des dels primers moments de la seua conquesta per part de Jaume I el 1233. En el cas de València, el Sínode Episcopal de l'any 1320 assenyala la celebració de Sant Blai com a festivitat de precepte a tota la diòcesi valentina. A la col·legiata de Gandia, pertanyent al ducat que porta el mateix nom, se sap de l'existència d'una capella dedicada a Sant Blai des del segle XIII. Des del punt de vista històric, i ja pel que fa a la localitat de Potries, sabem que abans de la conquesta es conformava com un nucli de població musulmana dependent del castell del Rebollet. Com altres pobles de la comarca, així va continuar durant gairebé quatre-cents anys, de manera que els seus habitants van conservar els seus costums i religió, però des de llavors com a vassalls sota el domini dels senyors cristians.
Les dades sobre els orígens de la devoció a Sant Blai a Potries són pocs i gens consistents. Hi ha diverses hipòtesis o probables vies d'aproximació a la figura del sant a la localitat.
1. El culte al sant pot ser que el portés a finals del segle XIV Gilabert de Centelles, fill de Pere de Centelles i Ramoneta de Riusec, i hereu de la baronia del Rebollet i Oliva. Part de la família d'aquesta última procedia de la baronia de Nules, on igual que a la veïna Borriana, ben aviat es va desenvolupar el culte al sant.
2. Potser, a partir de 1449, quan el comtat d'Oliva, on estava inclosa Potries, és cedit pel rei Alfons el Magnànim a Francesc Gilabert de Centelles, família valenciana, que formava part de la seua cort i que el va acompanyar molt de prop a les seves campanyes, va poder aprofundir en el culte Sant Blai, propi de la ciutat de Maratea, Amalfi o Ragusa, aquesta última a Sicília. De fet, a Oliva se celebra la festivitat a Sant Blai, amb un porrat el dia 3 de febrer.
3. Potser l'origen és a la segona meitat del segle XVI, en un context posterior a les Germanies i les conversions forçades de musulmans, quan un esperit evangelitzador va recórrer el territori valencià, especialment entre les comunitats de cristians nous. Aquest esperit es va fer sentir de manera particularment forta a la Safor, amb l'arrelament de jesuïtes, dominics i franciscans, però també amb figures d'un gran calat entre la població, com el posterior sant Francesc de Borja i el beat Andrés Hibernón.
4. La quarta hipòtesi considera que el culte arribaria a Potries al voltant del 1609, data d'expulsió dels moriscs. Al segle XVI residien els Boamit, una família morisca, rica i molt influent pels seus negocis variats, que de ben segur van tenir algun tipus d'autoritat pública però també religiosa a les comunitats locals a què pertanyien. No és casual, doncs, que almenys des de 1611, Pere de Borja, aspirant a posseir els territoris de la baronia del Rebollet després d'una sèrie de complicats plets, s'instal·lés a Potries, just quan s'acabava de construir un palau rural precisament a la casa del costat dels Boamit, en el que avui és la casa consistorial del municipi. Per consolidar el seu prestigi davant dels possibles nous vassalls, Pere de Borja podria haver fet arribar la relíquia i el culte de Sant Blai. En qualsevol dels casos, el que sí que és cert és que el 1574 es crea la parròquia de Potries sota l'advocació dels Sants Joans, ja independent d'Oliva, però no tenim cap element per afirmar o negar l'existència d'un altar o capella consagrats a Sant Blai des d'aquests moments de finals del segle XVI, o si, en canvi, es va fer més endavant. Tot i això, és indubtable que aquest edifici constituirà des de llavors el nou referent espiritual del municipi.
5. La cinquena i última hipòtesi és que el culte a Sant Blai tingui una data posterior al 1609, quan noves poblacions cristianes arribades dels regnes de València i Castella es van instal·lar a la comarca i, per tant, a Potries, per repoblar les terres buides de moriscs.
Una darrera dada sobre la devoció a Sant Blai a Potries la tenim en una estampeta que actualment es conserva a la col·lecció d'imatges de l'Ajuntament. Dubtem sobre la data d'impressió, que podria ser del segle XIX o de principis del XX. El que té interessant és que a la part del darrere, on consta la lletra dels goigs, i com a nota a peu de pàgina, hi figura aquest escrit: «L'Il·lm. Sr. Sr. D. Andrés Mayoral, Arquebisbe de València, va concedir 40 dies d'indulgència a qui resés al Sant un Parenostre i un Avemaria com a devoció». Andrés Mayoral va exercir d'arquebisbe de València des del 1738 fins al 1769, per la qual cosa la celebració de la festa de Sant Blai ja estaria consolidada a Potries entre aquestes dates de meitat o finals del segle XVIII, fins al punt que es van concedir indulgències als fidels que van participar devotament. Just en els moments en què es data la primera estampeta que es conserva de Sant Blai a Potries, tenim també el testimoni d'una sèrie d'articles que apareixen al diari El Litoral, publicat a Gandia el 6 de febrer de 1881.
Ja hem vist de quan daten les primeres notícies escrites del porrat de Sant Blai, de Potries, a més, juntament amb la impressió de les primeres estampetes, ja a finals del segle XIX o principis del XX, tenim els testimonis primigenis del que devia de ser la festa fa més de cent anys: des del punt de vista religiós, una devoció a la relíquia totalment arrelada a la comarca; des del punt de vista festiu, una celebració consistent en la presència de parades de dolços, música i joc.
Als anys vint del segle XX es va intentar treure en processó el sant pel poble, però que no es va repetir perquè li tiraven tota mena de dolços a la imatge (golosines, confits, etc.). Va ser als anys setanta del segle passat quan el nou rector del poble, Josep Escrivà Gregori, va introduir el costum d'encarregar els panets al forn del poble i beneir-los durant la missa, per repartir-los en acabar entre els fidels. De tota manera, es diu que els propietaris del forn del carrer Boamit, José Guillem Morant i la seva dona, sempre han donat els panets a l'església per a la celebració. Ja des del carrer Major, antic carrer de la Carnisseria, començaven a situar-se a una part les parades del porrat, on venien fonamentalment llepolies, joguines, torrons i fruits secs, estenent-se per la plaça del País Valencià, antiga plaça Major.
Està documentat que als anys seixanta es va col·locar alguna atracció i algun lloc dispers del porrat a la pujada de l'ermita, encara que tal com es veu en fotografies anteriors, de meitat de la dècada de 1910, els llocs se situaven a la plaça Major. Per la plaça del País Valencià instal·laven els tradicionals llocs de casetes de tir, de barques o de cadires, i ja als anys setanta van venir els cotxes de xoc, els carrusels, les sínies i les tómboles, que van començar a ocupar l'avinguda Constitució, antic carrer del Barranc.
El següent canvi substancial a la festa tal com la coneixem actualment es produeix als anys 90, quan des del mateix ajuntament es va veure la necessitat d'elaborar un programa per organitzar l'allau de persones que assistien a Potries. La qüestió de fons es trobava en allò que posteriorment es denominarà «setmana escolar», i és que molts centres educatius de la comarca inundaven els carrers de la localitat els dies de festa, i com a resultat, el poble es col·lapsava i els assistents no podien gaudir plenament del porrat. És així com s'inauguren una sèrie de visites coordinades per part de l'Ajuntament la setmana prèvia al porrat, així com la setmana cultural. Els centres educatius que hi participen des de llavors provenen d'Oliva, la Font d'en Carròs, Almoines, Bellreguard, Gandia, Vilallonga, Rafelcofer o Beniarjó, alguns dels quals repeteixen any rere any, ja que la visita al porrat s'inclou dins de les activitats escolars programades.
Ja a principis dels 2000, es decideix incloure-hi les activitats musicals nocturnes. El 2014 va tenir lloc per primera vegada la representació de l'obra de titelles Sant Blai i la seva relíquia, activitat que no ha fet més que consolidar-se al llarg d'aquests darrers anys. Una altra fita la trobem el 2016, quan després d'una restauració minuciosa, s'inclouen entre les activitats predilectes dels assistents al porrat la visita guiada a la Casa Consistorial i la Cassoleria, seguint una altra tradició no escrita de visitar la primera durant cada porrat, encara que estigués tancada.
La seva celebració es va realitzar de manera continuada al llarg dels anys, sense interrupció, fins a l'arribada de la pandèmia de COVID-19.
L'any 2007, segons la resolució de 18 d'abril del mateix any de la consellera de Turisme, les celebracions constitutives del Porrat de Sant Blai de Potries van ser declarades amb el títol honorífic de Festa d'Interès Turístic Provincial de la Comunitat Valenciana. L'any 2023, segons la resolució de 21 de juny de 2023, de la Conselleria d'Educació, Cultura i Esport va ser declarada Bé de rellevància local immaterial.
Al gener del 2024 el ple de l'Ajuntament de Potries va declarar la festivitat del Porrat de Sant Blai Bé de Rellevància Local. Aquesta decisió és l‟unió de partida per a la sol·licitud de la declaració de la festa Bé d'Interès Cultural (BIC) per part de la Generalitat Valenciana.

## Descripció
Com tot porrat, aquesta festa, molt tradicional a la Comunitat Valenciana, és un tipus de fira que se celebra sota l'advocació d'un sant, en aquest cas Sant Blai (3 de febrer), a l'ermita o santuari on l'hi venera. Aquest tipus de festa té com a característica més destacada un mercat exterior a on es posen a la venda productes tradicionals, dolços i fruits secs. Aquest costum popular es creu que té el seu origen en la veneració de la societat agrícola als sants, per aconseguir bones collites i fertilitat dels seus animals.
El Porrat de Sant Blai de Potríes és considerat un dels més famosos de la comarca de la Safor.
La principal singularitat d'aquest porrat rau en l'existència de la relíquia: aquest tret és únic entre tots els porrats veïns. La relíquia és la protagonista dels actes religiosos que tenen lloc a l'església dels Sants Joans, des dels cants dels goigs fins a emportar-se un record en forma de panet beneït, de ciri o d'estampeta.
Per a la festa l'Ajuntament i altres institucions locals organitzen un ampli ventall d'activitats mitjançant les quals es tracta de festejar el Sant patró i donar a conèixer el patrimoni cultural tant material com immaterial del municipi. Per això durant els dies de la festa major destaquen actes com:
- Recorreguts de les rutes turístiques del municipi, on destaquen, la ruta senderista fins a Potríes, la ruta de l'aigua, la ruta urbana pel poble i la cicloruta amb bicicleta pel terme municipal.[9]

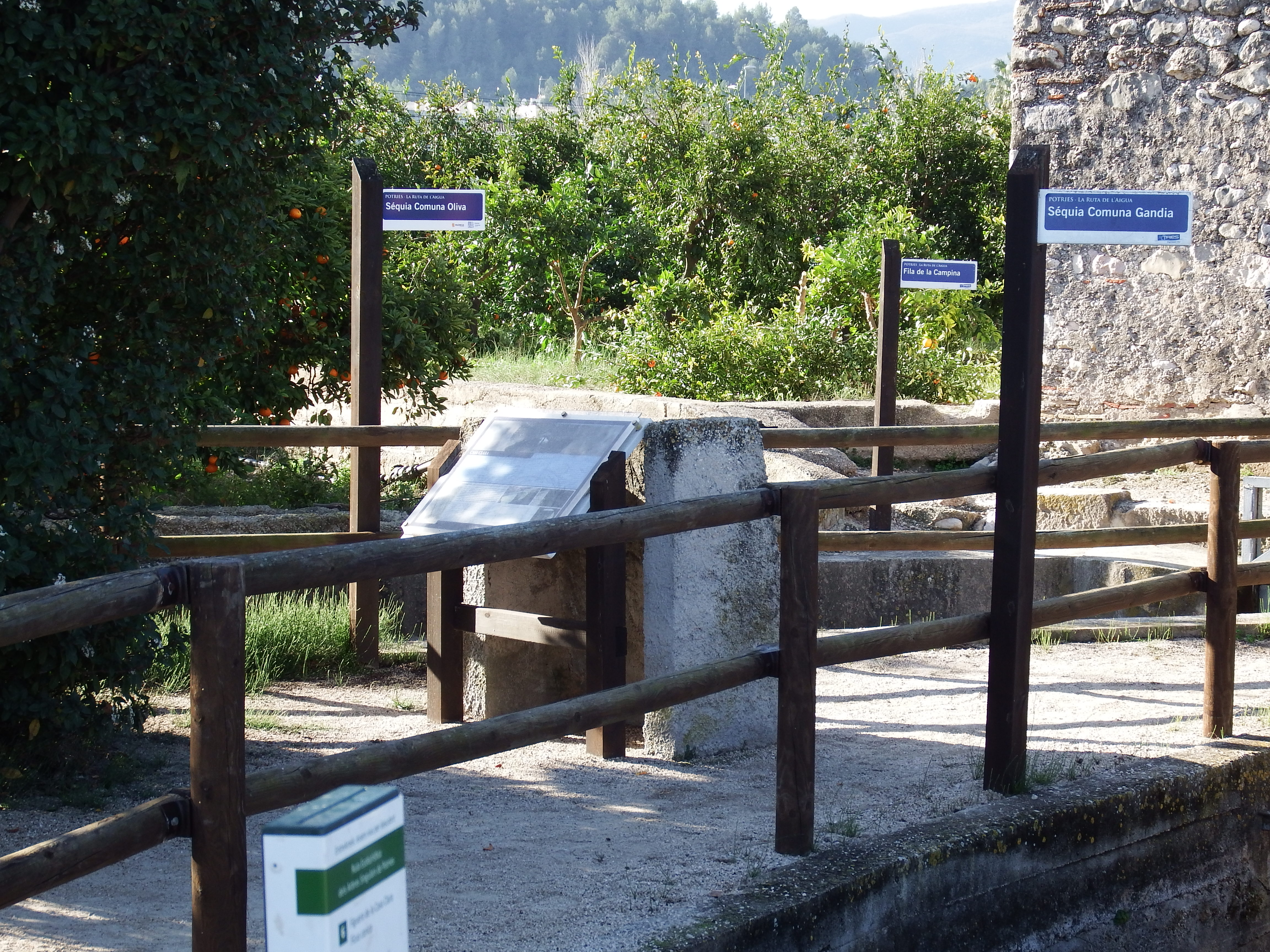
Sortida de les séquies i files de l'opartidor de la Casa Clara
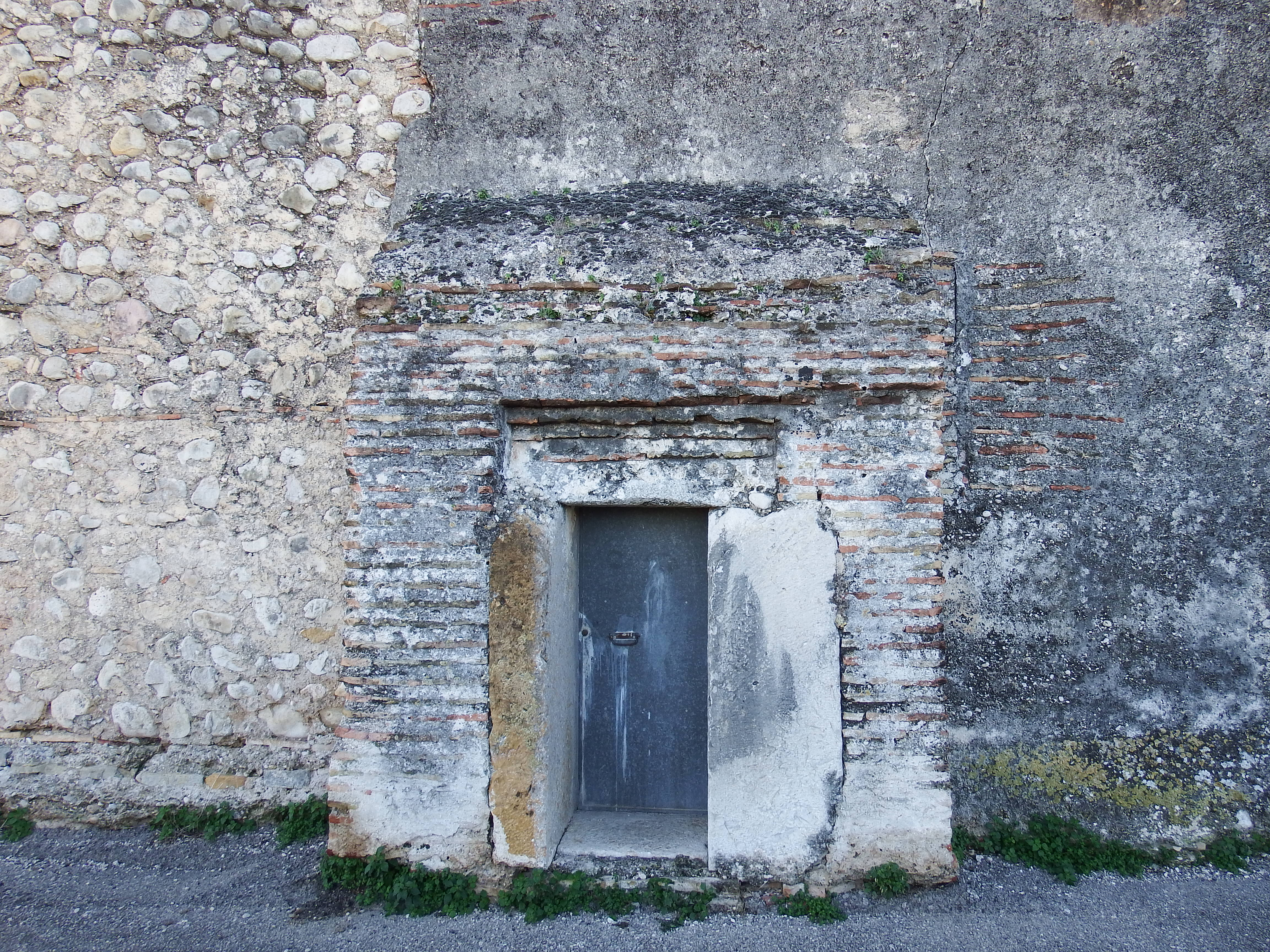
Casa clara
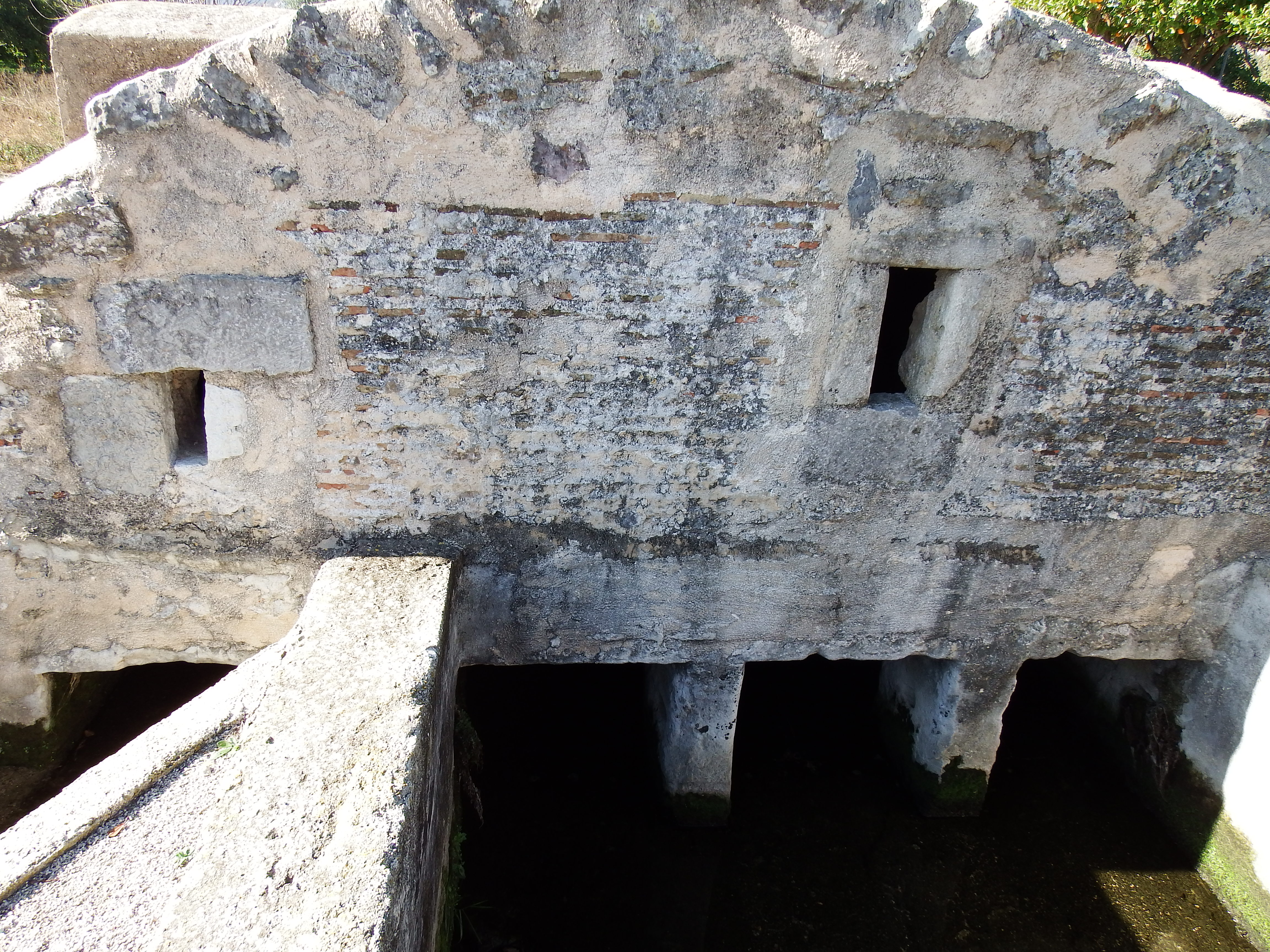
Casa Fosca
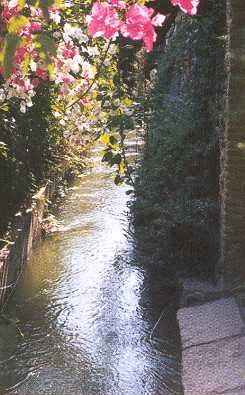
Séquia a la ruta de l'aigua
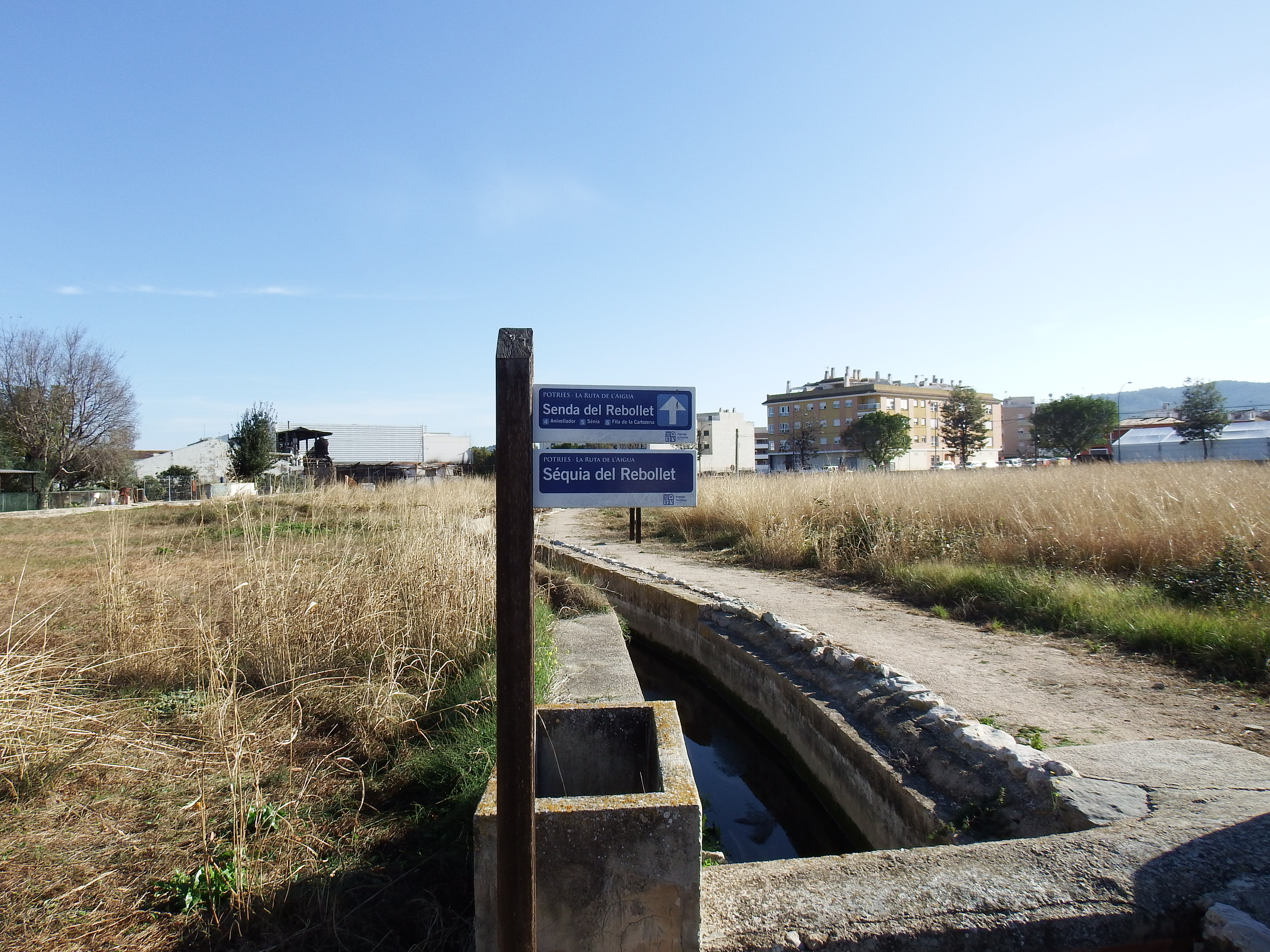
Séquia del Rebollet

- Organització d'exposicions en què col·laboren tots els veïns com l'exposició urbana de teles pintades (que els veïns pengen als balcons), anomenada “Art al Carrer”, a càrrec de l'Associació Cultural Isa de Concentaina.[9] També es van exposar els hexàgons teixits per centenars de dones de 17 municipis de la comarca valenciana de la Regió muntanyenca, coneguda com Hilando Vidas.[11]

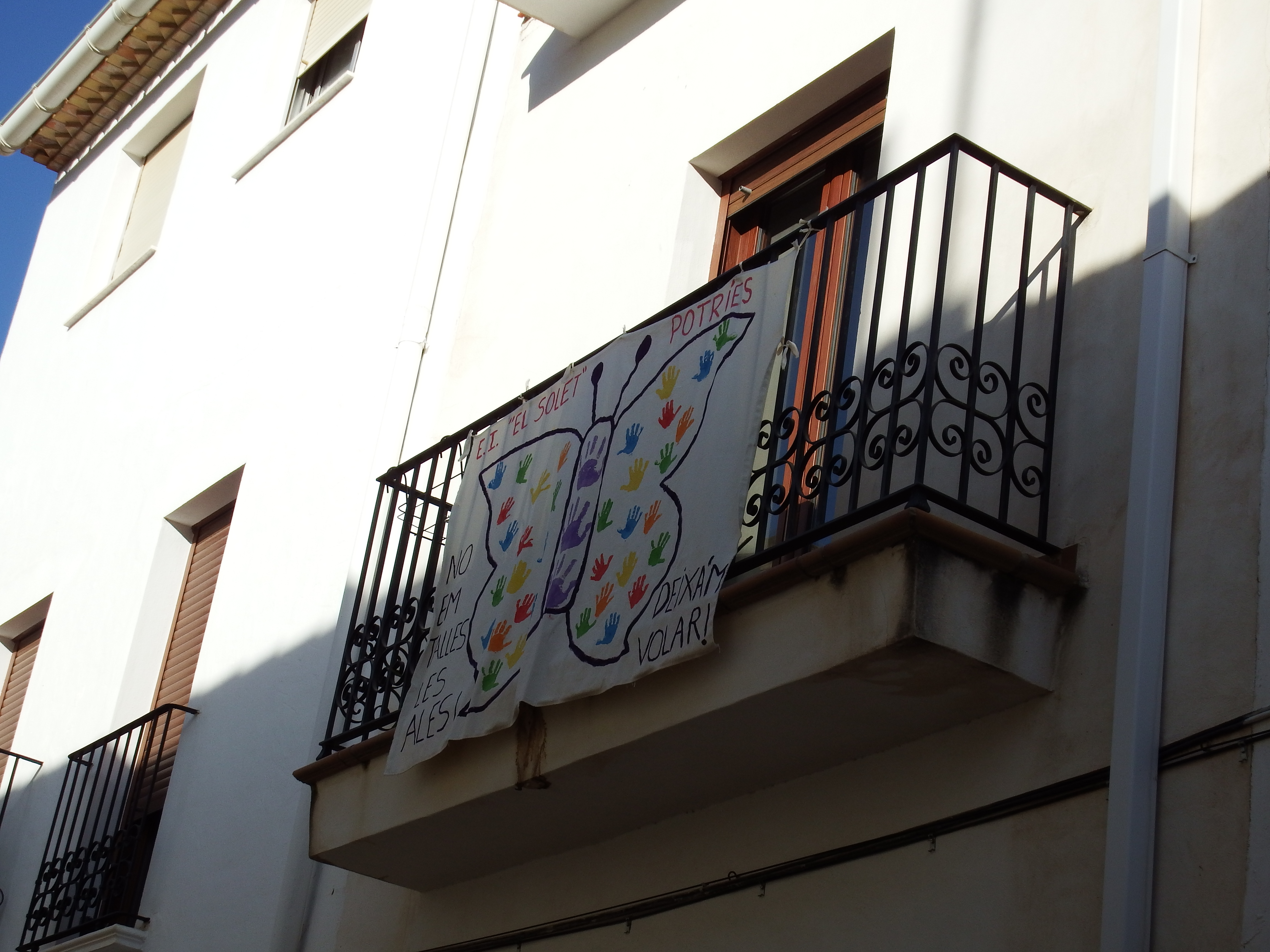
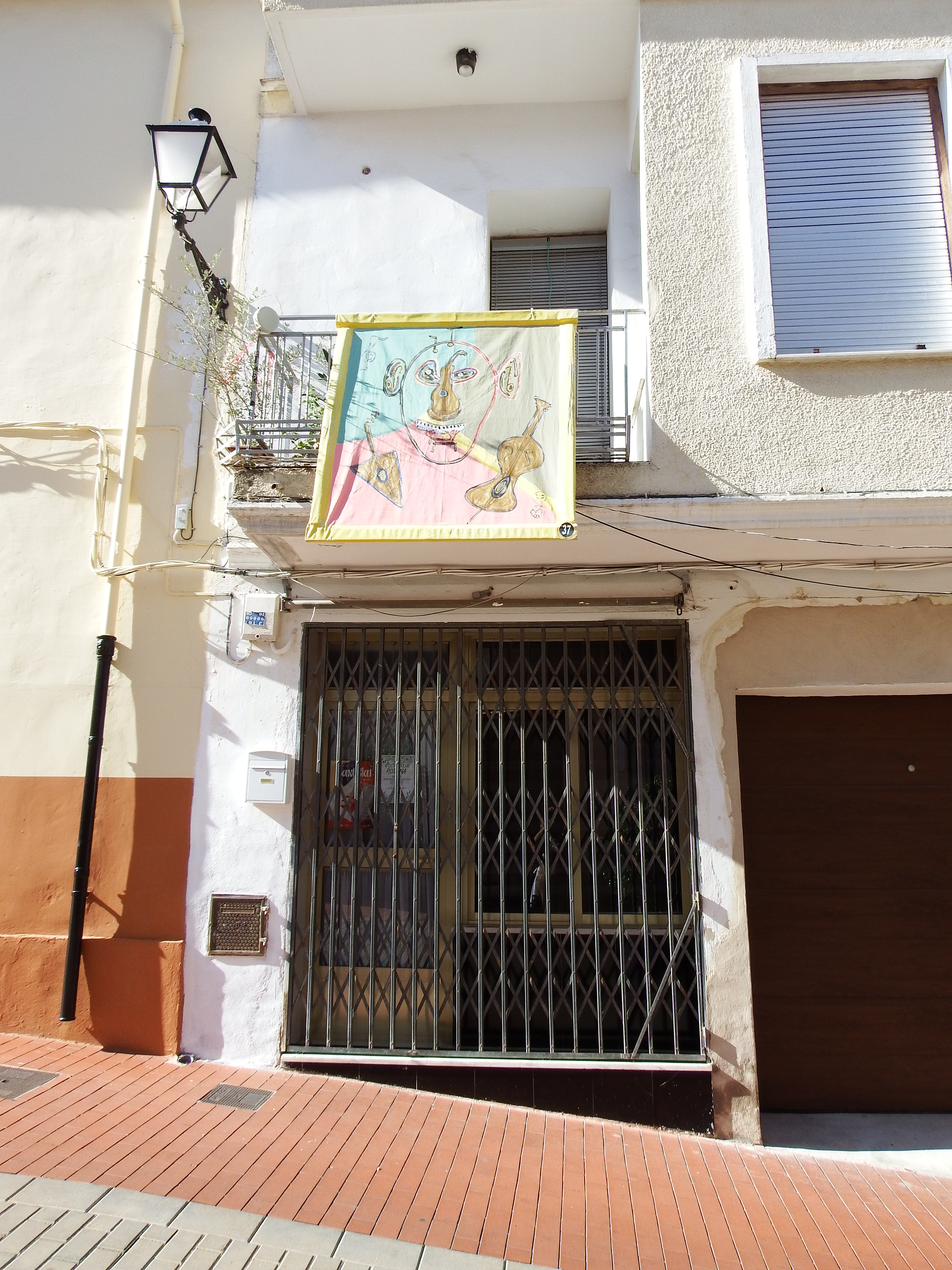
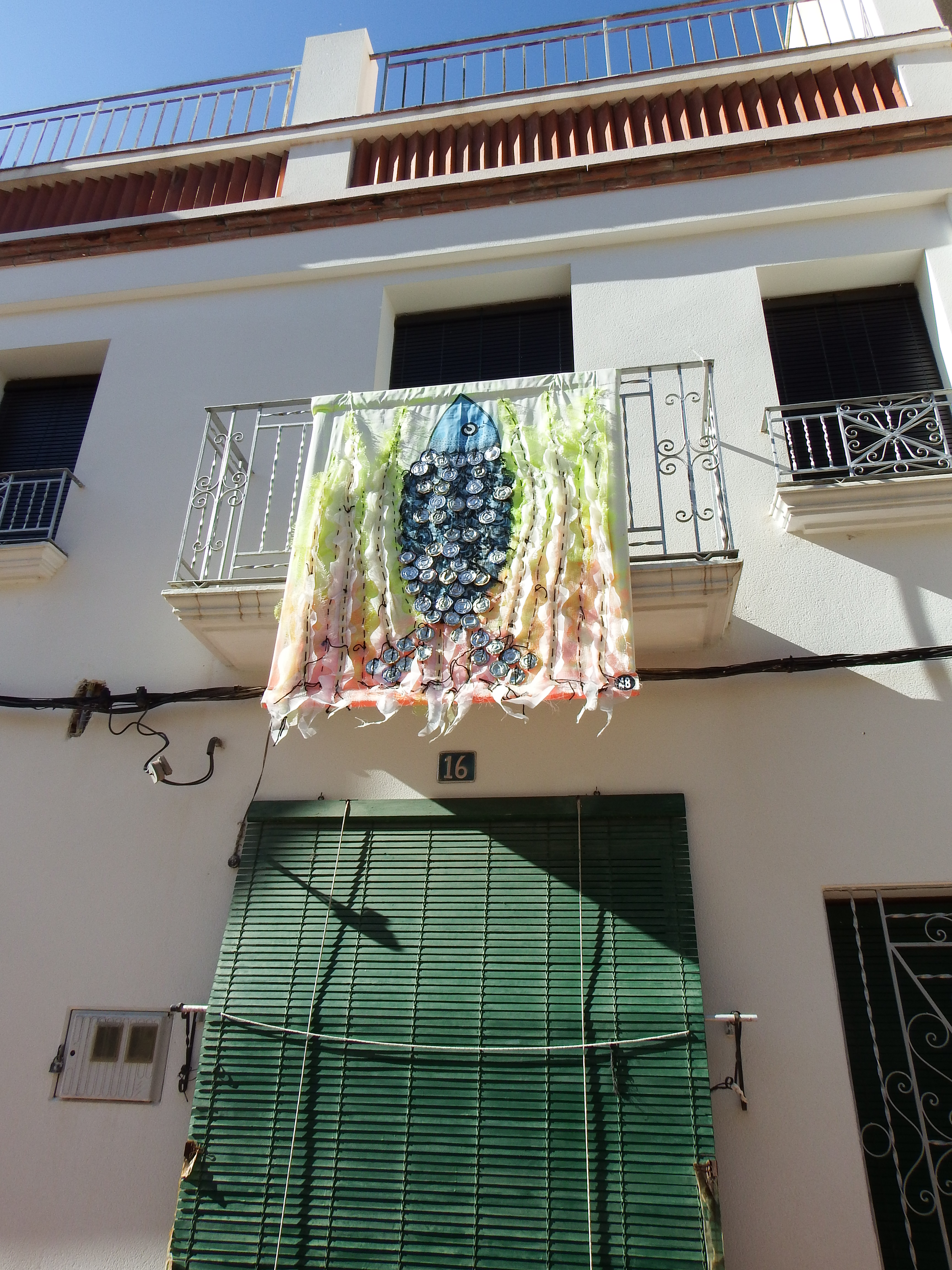
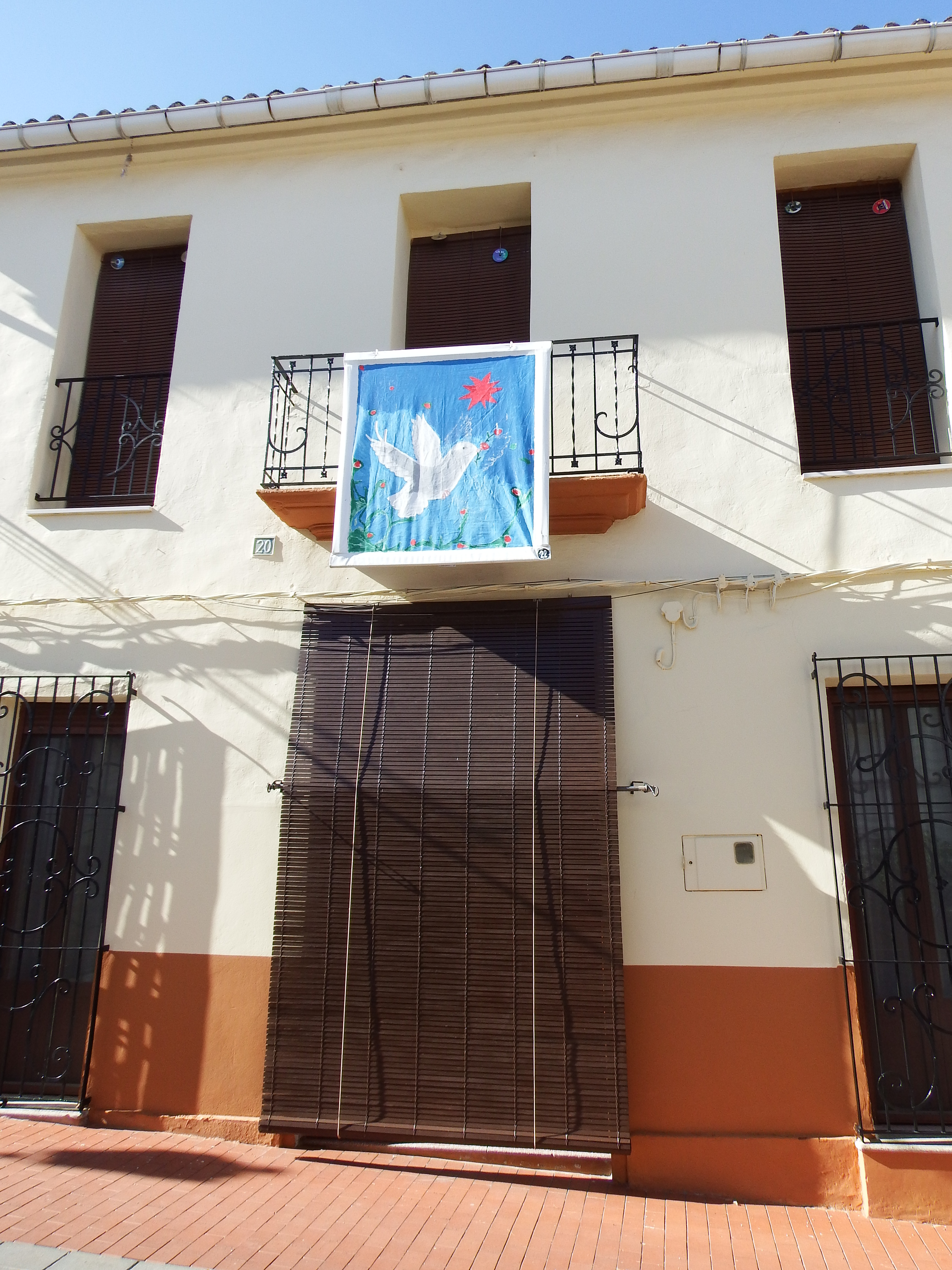
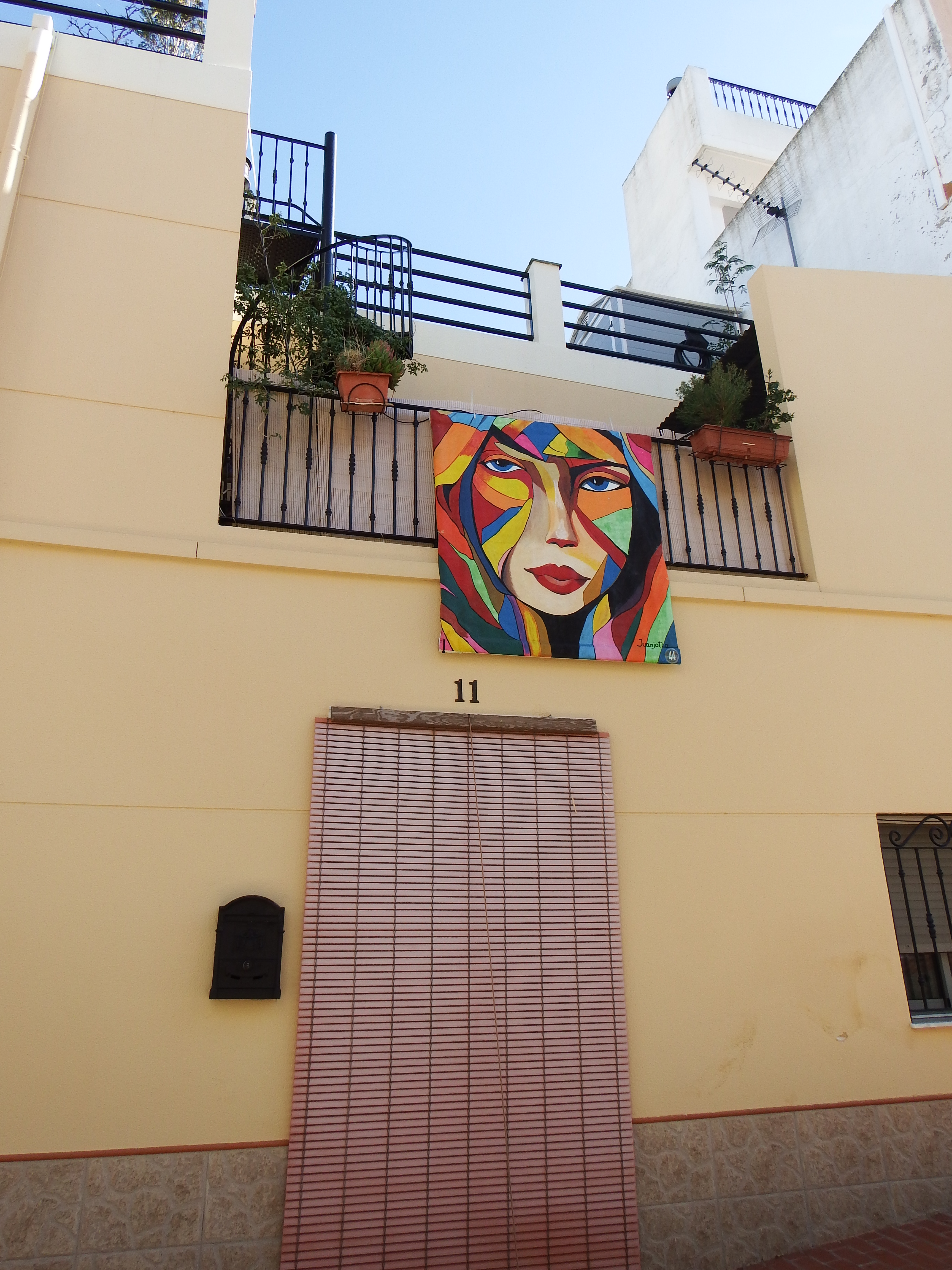

- Visita als monuments més destacats de la població com l'Església on està dipositada la relíquia de Sant Blai, famosa per ajudar els mals de coll (la dita popular en valencià diu: “Sant Blai gloriós, porta't la tos”).[9]
- Típica fira amb atraccions de diversos tipus, cotxes de xoc, llagostes o l'escorpí.[9]
- Propostes gastronòmiques típiques de la localitat on destaca la gran “bunyolada” on s'ofereixen bunyols de carbassa típics de Potries.[9]

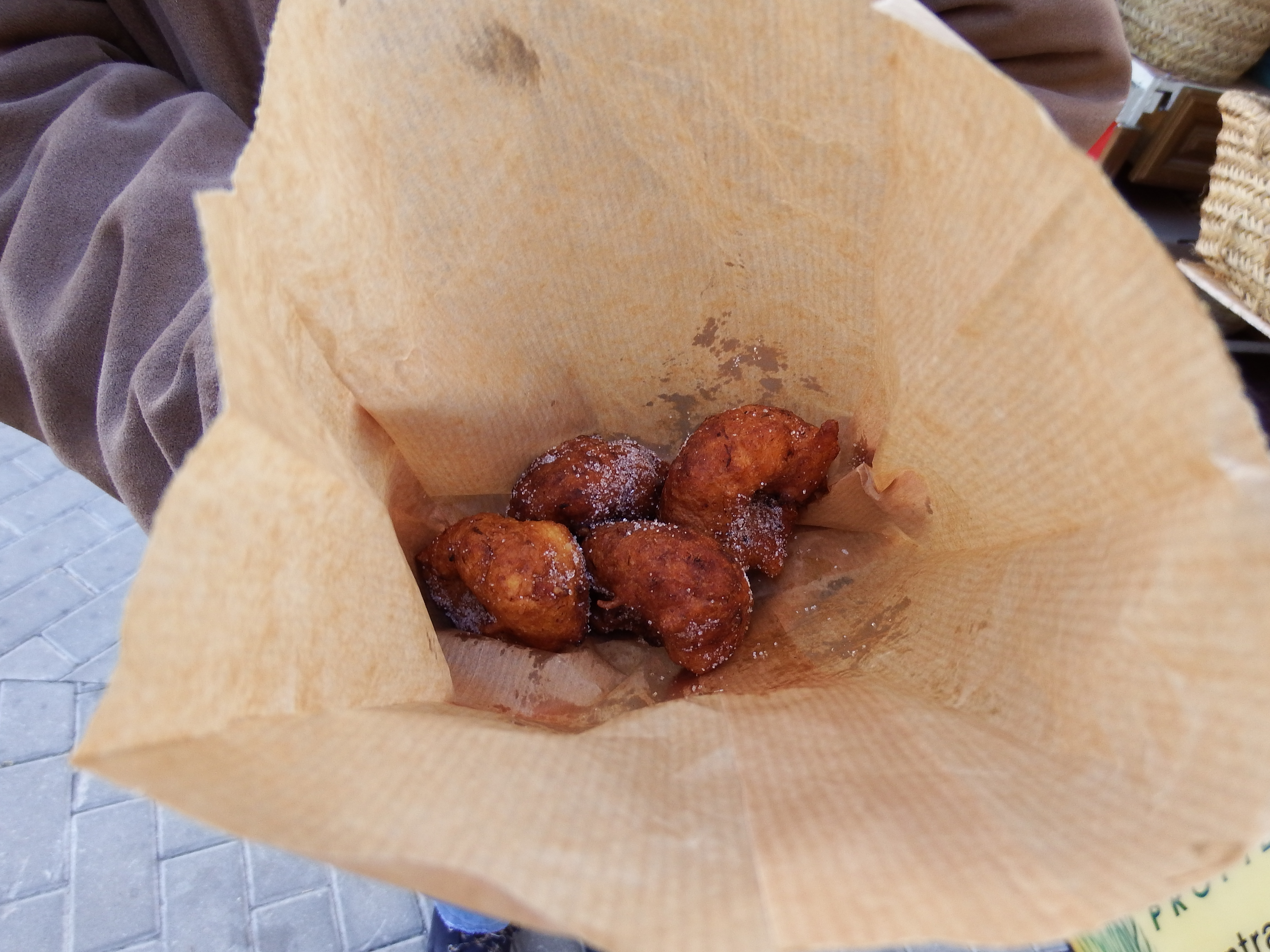
Bunyols de carabassa
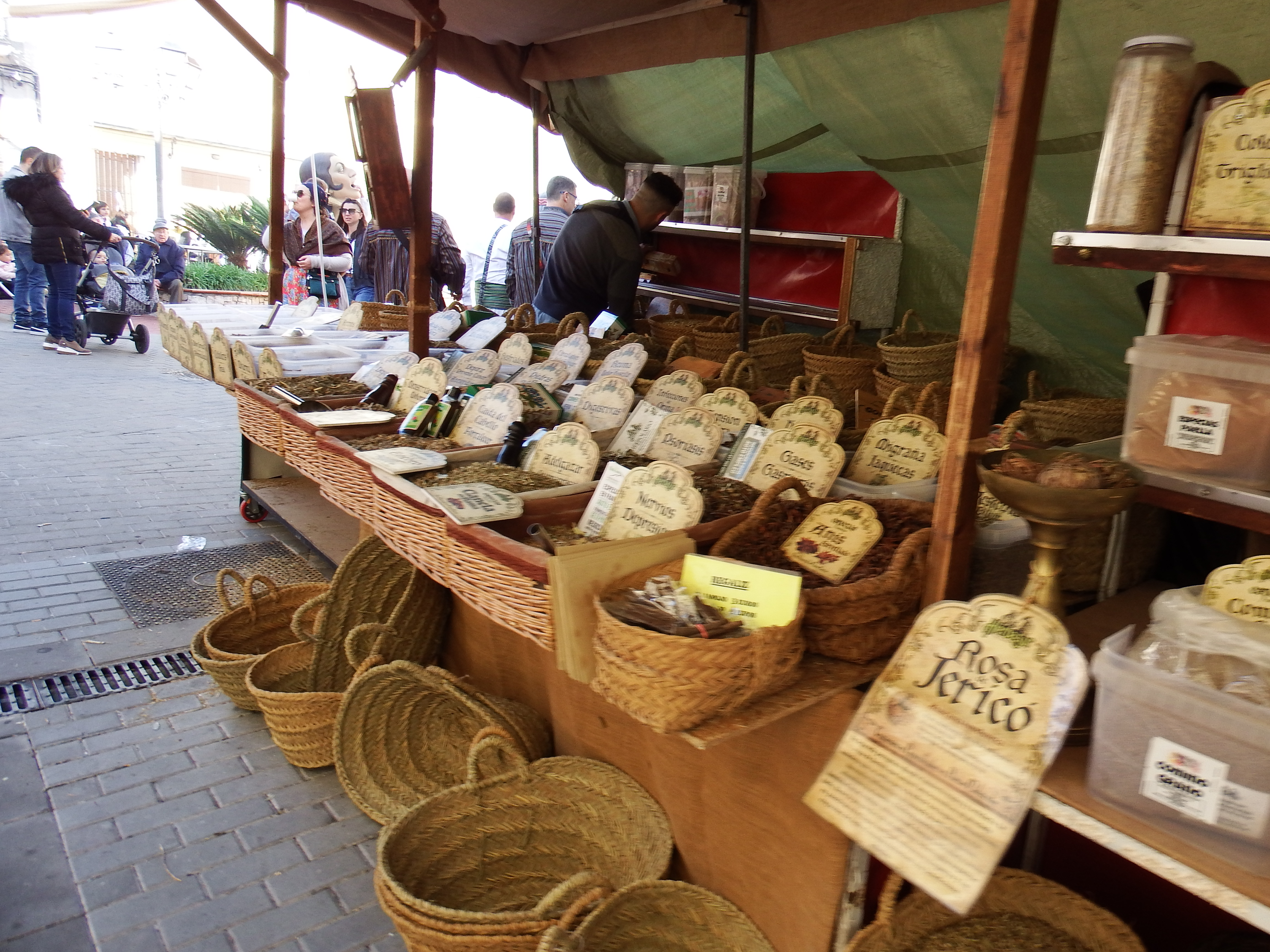
Herboristeria
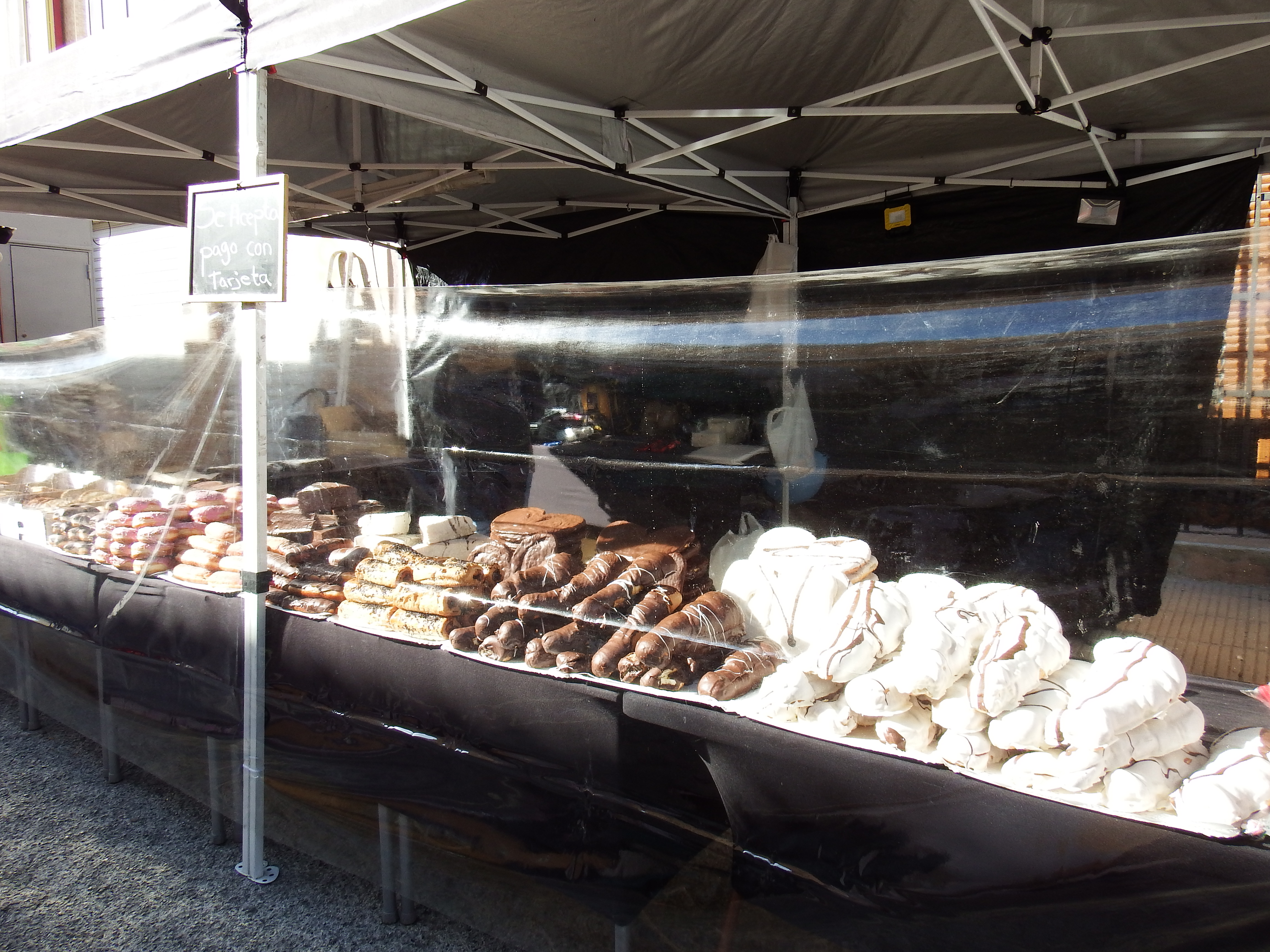
dolços variats
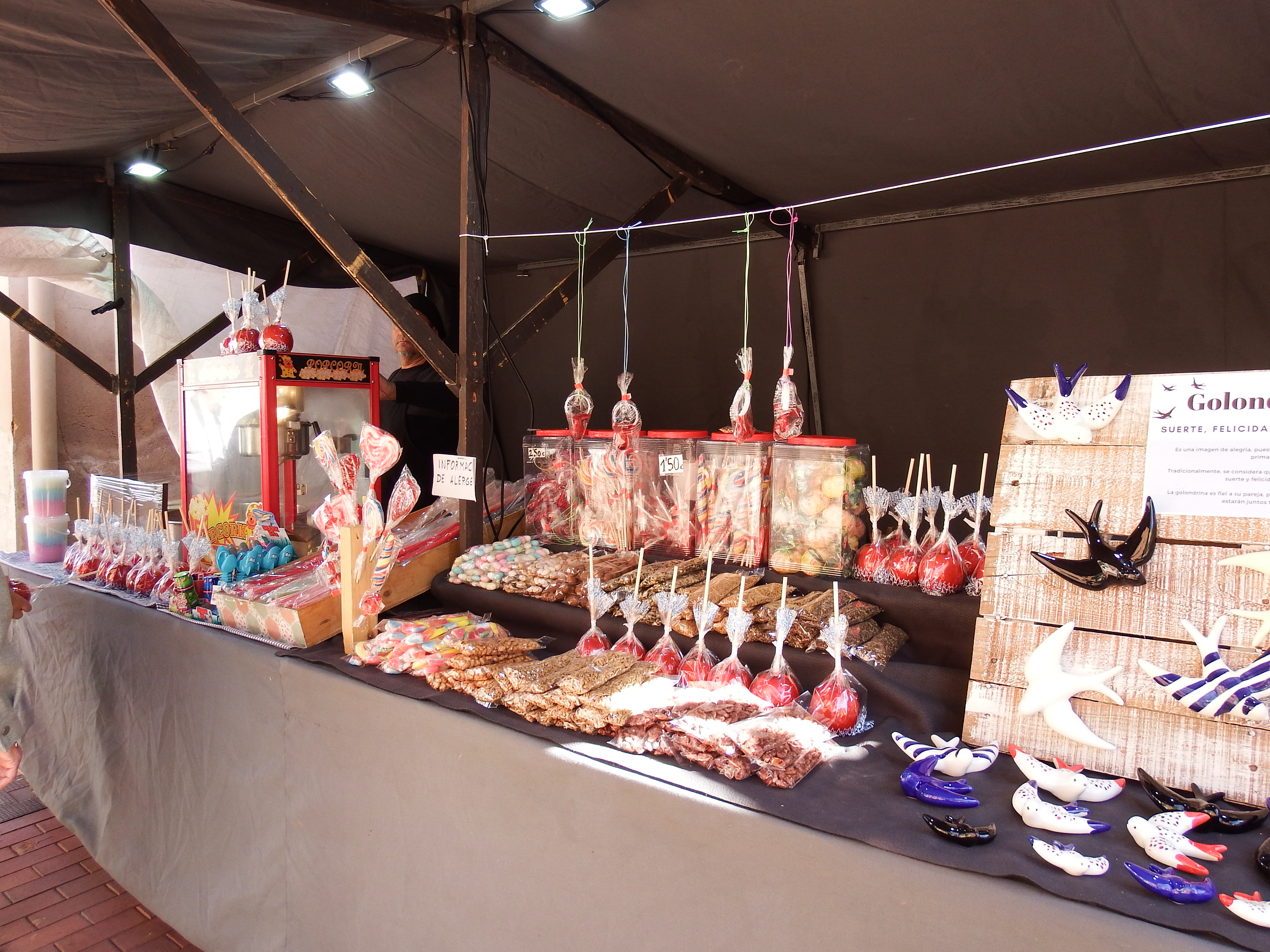
gepolies

A més, cada any el consistori tria una temàtica per a la festa que serveix d'eix sobre el qual desenvolupar tota la festivitat.
Al voltant del tema escollit es munten exposicions, es fan visites guiades, de vegades dramatitzades, o els diferents especialistes més competents a cada àrea i procedents de les diferents institucions de recerca valencianes imparteixen conferències.
També hi ha una extensa agenda festiva i cultural per als més petits de la localitat, en el que es coneix com a «setmana escolar» que es realitza la setmana prèvia a la celebració dels grans actes de la festa en si. En aquesta setmana hi participen escolars i mestres i tant de Potries com de localitats veïnes.
Un altre fet que destaca com a propi del porrat de Sant Blai, de Potries és l'interès d'integrar i promocionar tant els productes artesanals de proximitat com els artistes i les figures valencianes més rellevants. Dins aquest corrent situem les ganes de promocionar la música en valencià de diferents estils, convertint-se en un referent per al foment i la difusió de la música i els grups que canten en la nostra llengua.

Així, durant les festes es treu el gegant Boamit, únic gegant de Potries (que també desfila per a la festa del Corpus). El gegant és de mà factura moderna, ja que és el resultat d'un encàrrec de l'Ajuntament de la localitat al taller artesà local de Frederic Romaguera. El gegant Boamit tracta de connectar amb el passat islàmic de Potries, evocant una família morisca dedicada al cultiu de la canya de sucre.
- Cabuts d'Ador

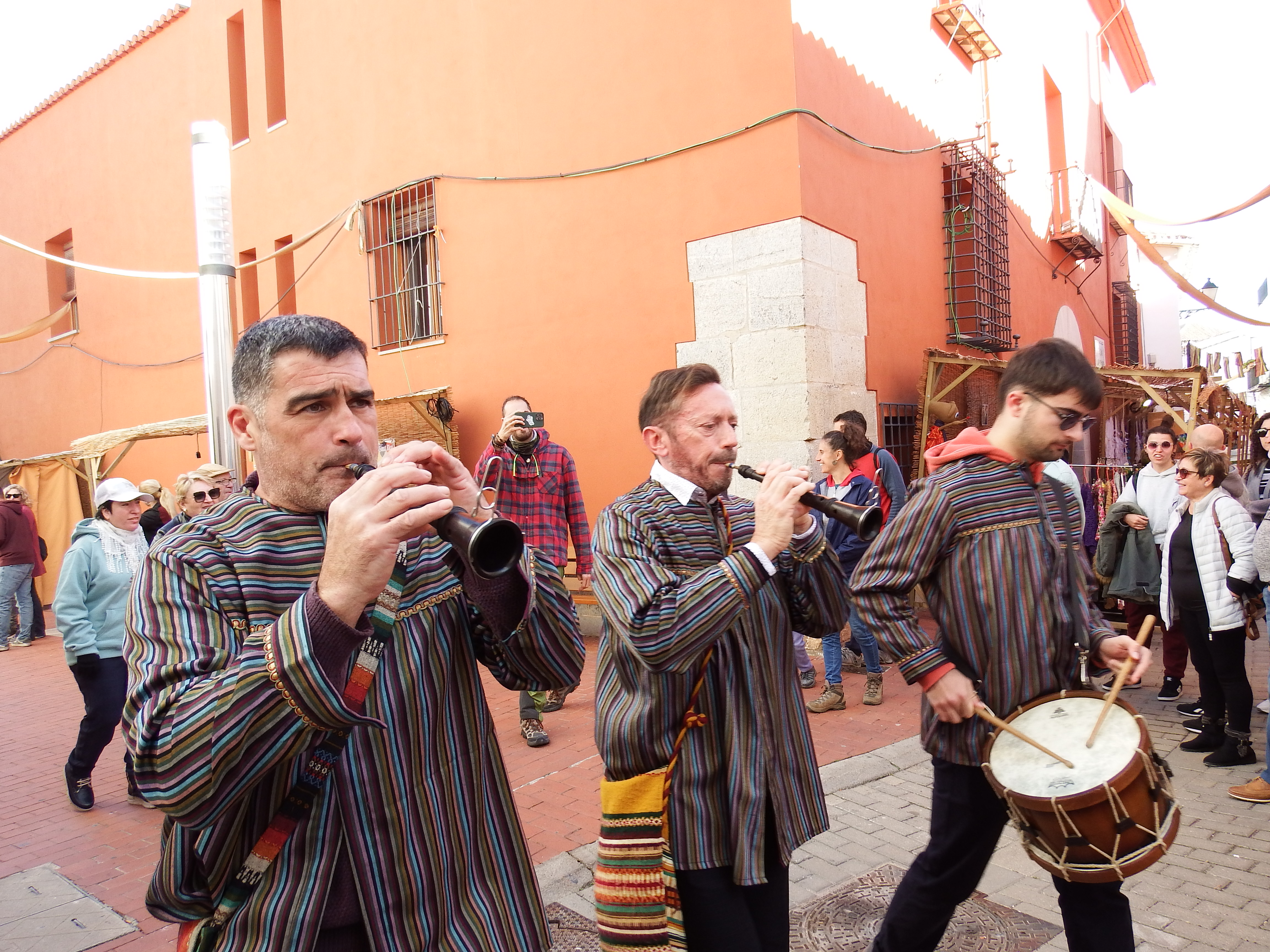
Tabalets i dolçaines
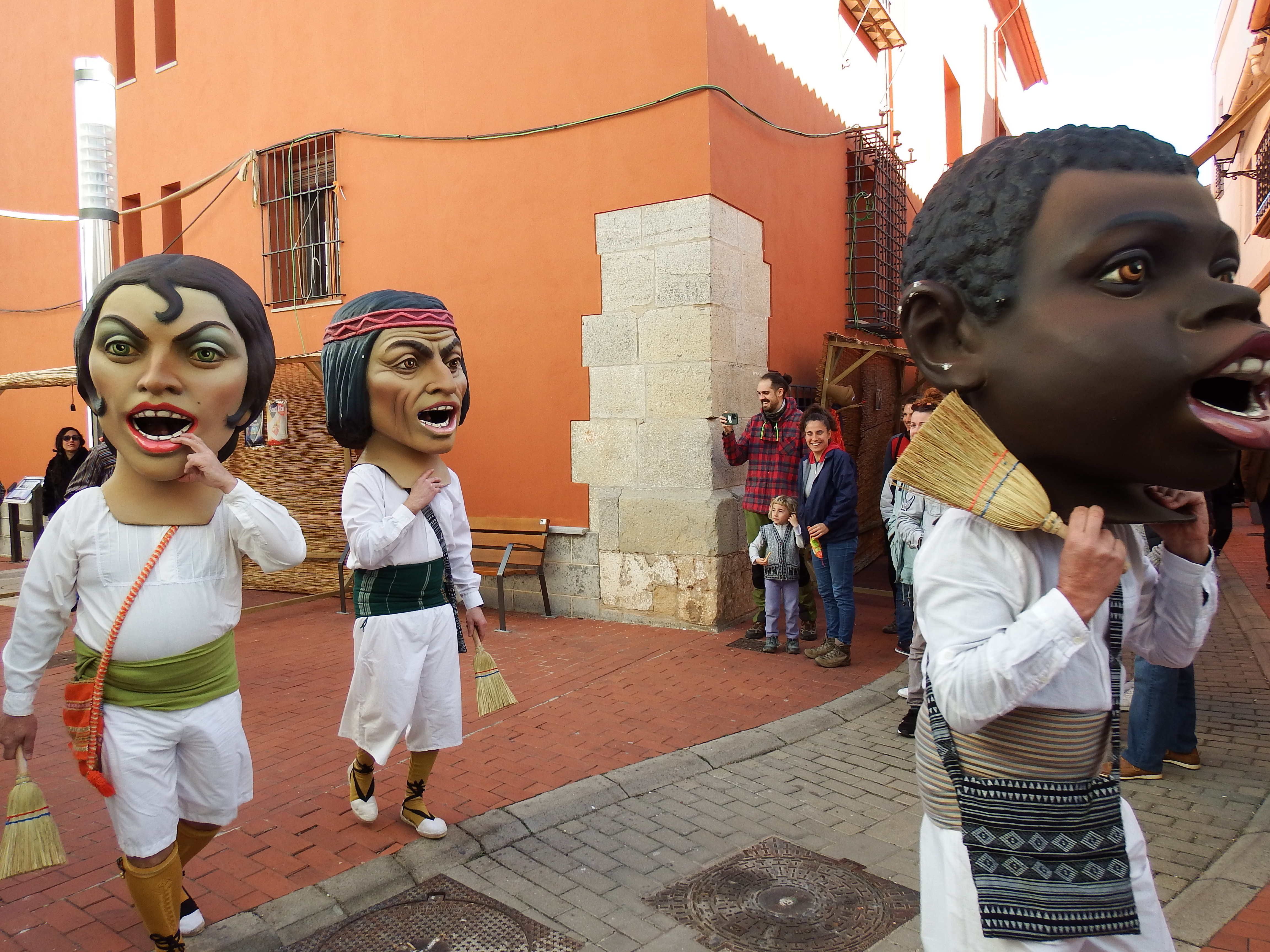
Colla de Cabuts d'Ador
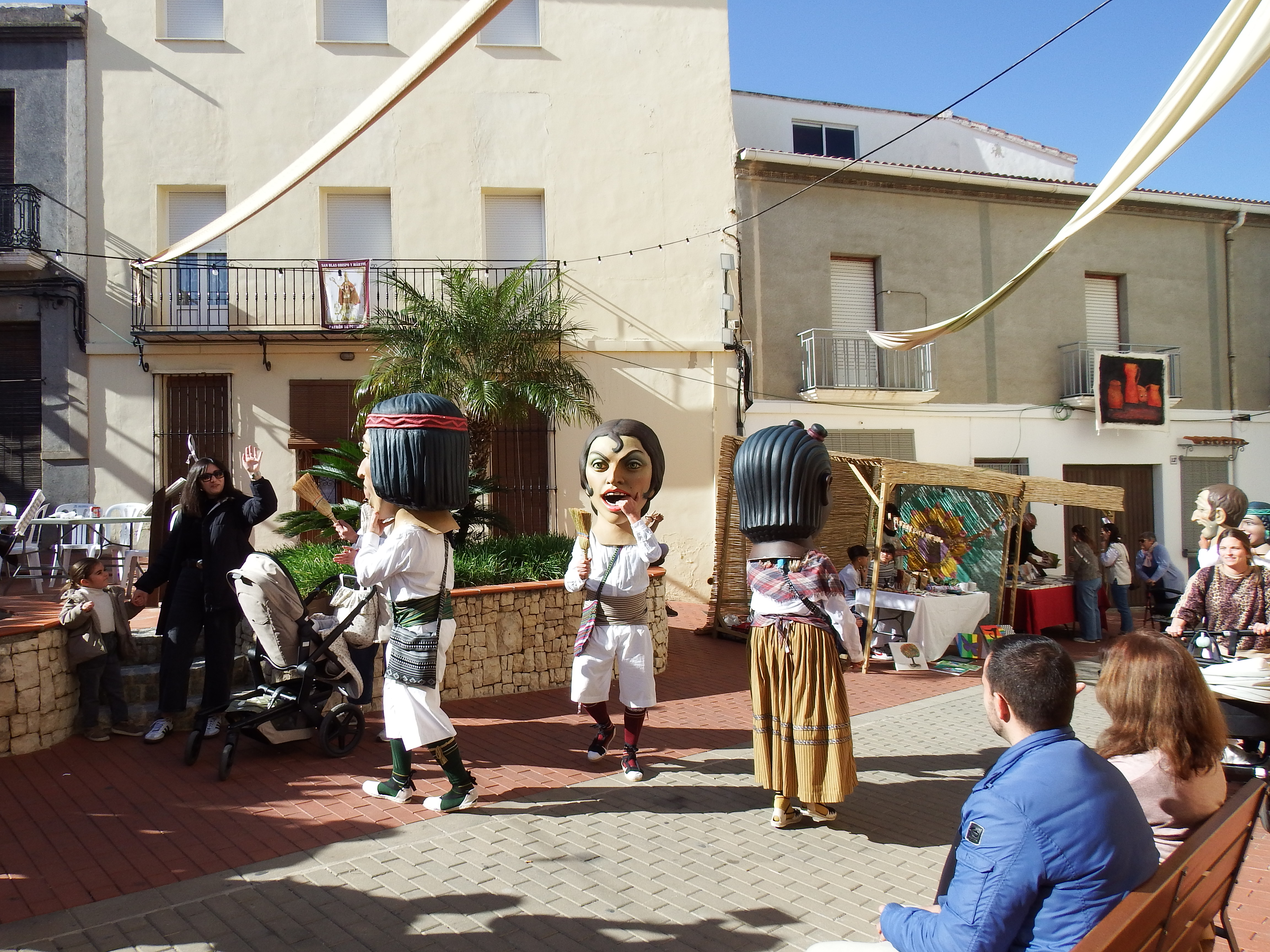
Balls davant l'església